# Matt Langridge
Matthew "Matt" Langridge (MBE) (født 20. maj 1983 i Crewe, England) er en engelsk roer, olympisk guldvinder og dobbelt verdensmester.
Langridge vandt en sølvmedalje for Storbritannien i disciplinen otter ved OL 2008 i Beijing. Fire år senere var han med i båden igen ved OL 2012 i London, hvor det blev til en bronzemedalje. Ved OL 2016 i Rio de Janeiro var han med i båden for fjerde OL i træk, og denne gang vandt briterne guld.
Langridge har desuden vundet to verdensmesterskaber i firer uden styrmand, ved henholdsvis VM 2009 i Polen og VM 2011 i Slovenien, samt en EM-guldmedalje i toer uden styrmand ved EM 2015.

## OL-medaljer
- 2016:  Guld i otter
- 2008:  Sølv i otter
- 2012:  Bronze i otter